# Grøstl
Grøstl 是一款参与NIST散列函数竞赛的加密散列函数。Grøstl入选比赛最后五强。 它与AES一样使用相同的S盒结构。创造者声称在酷睿2处理器中其速度达到每字节21.4个周期。
根据提交的文件显示，Grøstl之名从德语而来。该名称原指一道奥地利菜，而该菜式的英语名称则称为哈希（中文称之为乞食牛肉）。
像其他MD5/SHA家庭的散列函数，Grøstl将输入资料分成资料块，再重复计算 hi = f(hi-1, mi). 然而，Grøstl在每次计算后都保留至少相等于最终哈希值两倍大小的数值（512位或1024位），直至计算完成再将尾端数值截尾。压缩函数f 被定义为：
f(h, m)= P(h ⊕ m)⊕ Q(m)⊕ h
P 和 Q之置换函数都基于Rijndael(AES)研发而成，但该函数分别处理8×8或8×16的字节组，而非4×4字节组。每次压缩皆牵涉四个操作。
最后数值经由以下函数算出哈希值：Ω(h)= h ⊕ P(h)，然后截断至所需之长度。

## Grøstl函数例子
空字串的Grøstl值：
```
Grøstl-224("")
0x f2e180fb5947be964cd584e22e496242c6a329c577fc4ce8c36d34c3
Grøstl-256("")
0x 1a52d11d550039be16107f9c58db9ebcc417f16f736adb2502567119f0083467
Grøstl-384("")
0x ac353c1095ace21439251007862d6c62f829ddbe6de4f78e68d310a9205a736d8b11d99bffe448f57a1cfa2934f044a5
Grøstl-512("")
0x 6d3ad29d279110eef3adbd66de2a0345a77baede1557f5d099fce0c03d6dc2ba8e6d4a6633dfbd66053c20faa87d1a11f39a7fbe4a6c2f009801370308fc4ad8
```

即使字串发生小小的改变，雪崩效应会使哈希值大大改变。 例如：
```
Grøstl-256("
The quick brown fox jumps over the lazy dog
")
0x 8c7ad62eb26a21297bc39c2d7293b4bd4d3399fa8afab29e970471739e28b301
Grøstl-256("
The quick brown fox jumps over the lazy dog
.")
0x f48290b1bcacee406a0429b993adb8fb3d065f4b09cbcdb464a631d4a0080aaf
```